# Теория прерывистого равновесия социальных систем
Теория прерывистого равновесия (англ. Punctuated equilibrium in social theory, PET) — концепция, объясняющая процесс социальных изменений в сложных социальных системах, созданная американскими политологами Фрэнком Р. Баумгартнером и Брайаном Д. Джонсом. Теория утверждает, что большинство социальных систем находятся в стабильном равновесии в течение длительного периода, который может прерываться внезапными сдвигами, ведущими к радикальным изменениям. Теория была в значительной степени вдохновлена эволюционной биологической теорией прерывистого равновесия, разработанной палеонтологами Найлзом Элдреджем и Стивеном Гулдом.

## Содержание теории

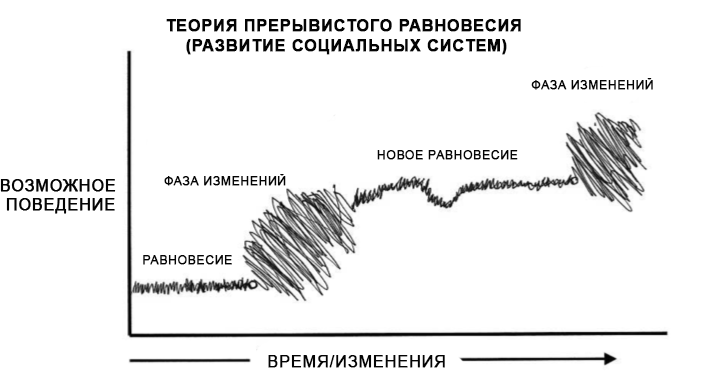
Иллюстрация прерывистого равновесия

Теория прерывистого равновесия — это теоретический инструмент, который позволяет найти объяснение периодам резких и глубоких перемен, приходящим на смену длительным периодам стабильности в рамках одного и того же институционального контекста.
Согласно теории прерывистого равновесия социальные системы (организационные структуры) развиваются в течение довольно продолжительных периодов стабильности, во время которых их основные формы и методы существования не претерпевают значительных изменений (периоды равновесия). Периоды стабильности прерываются короткими всплесками фундаментальных изменений, которые образуют короткие революционные периоды. Революции кардинально изменяют устоявшиеся модели существования и на основе новых принципов начинает развиваться следующий период равновесия.
По модели прерывистого равновесия, радикальные изменения всех характеристик социальной системы необходимо для того, чтобы преодолеть сильнейшую инерцию и «неподвижность» социальной системы, при этом данная концепция предполагает, что все подсистемы тесно связаны между собой, поэтому изменения в какой-либо из них невозможны без изменений во всех остальных подсистемах. Чем дольше длится равновесие, тем более неподвижной становится система, тем меньше она способна изменяться и приспосабливаться условия окружающей среды. «Неподвижность» системы не позволяет совершать такие изменения ежедневно. Таким образом, сопротивление изменениям — отличительная характеристика периодов равновесия, следовательно, кардинальные изменения могут произойти только революционным путем.

## История
В 1972 году палеонтологи Нильс Элдридж и Стивен Гулд предложили теорию прерывистого равновесия в рамках теории квантовой эволюции.
Теория Элдриджа и Гулда гласит, что эволюция живых существ, размножающихся половым путём, происходит скачками, перемежающимися с длительными периодами, в которых не происходит существенных изменений. Согласно этой теории, фенотипическая эволюция, эволюция свойств организмов, закодированных в геноме, происходит в результате редких периодов образования новых видов (кладогенеза), которые протекают относительно быстро по сравнению с периодами устойчивого существования видов.
Прерывистое равновесие — это закономерность, по которой мировые экосистемы развиваются, достигают критической точки, а затем трансформируются в новые экосистемы, в которых доминируют эмерджентные виды. Например, динозавры доминировали в экосистемах 100 миллионов лет назад. Эти экосистемы были разрушены 65 миллионов лет назад, при переходе из периода равновесия в период изменений, то есть периода, в котором выжившие виды экспериментировали с новыми признаками, характеристиками и моделями поведения, чтобы приобрести те из них, что позволили бы им выжить в новых условиях окружающей среды. Так развились экосистемы с преобладанием млекопитающих.
Социальная теория прерывистого равновесия (Punctuated Equilibrium Theory (англ.), PET) была разработана американскими политологами Фрэнком Р. Баумгартнером и Брайаном Д. Джонсом в 1993 году и опубликована в книге «Повестки дня и нестабильность в американской политике». Теория получила наибольшее распространение в рамках исторического институционализма.
Фрэнк Р. Баумгартнер и Брайан Д. Джонс провели ряд эмпирических исследований американского политического процесса конца 1980-х и начала 1990-х годов. В то время как существующие теории главным образом были направлены на анализ стабильных состояний социальных систем, в том числе политического процесса, Баумгартнер и Джонс обнаружили, что политика, как правило, стабильна в течение длительного времени, но эта стабильность иногда может быть прервана быстрыми и существенными изменениями. Позаимствовав термин из эволюционной биологии они назвали это явление «прерывистым равновесием».
Баумгартнер и Джонс ввели ряд ключевых концепций, связанных с изменением политики:
- концепция имиджа политики, которая определяется как «то, как политика понимается и обсуждается»;
- концепция институциональных площадок, которые определяются как «институты или группы в обществе, которые имеют полномочия принимать решения», когда речь заходит о том или ином политическом вопросе;
- понятие распределения внимания; теория прерывистого равновесия, основываясь на концепции ограниченной рациональности, предполагает, что политики (как и человеческие индивиды в целом) обладают лишь ограниченными (когнитивными и временными) ресурсами; так как невозможно уделить внимание всем вопросам, распределение внимания становится решающим, когда речь заходит о необходимости изменения политики;
- силы сопротивления, которые относятся к институциональной структуре политических систем и могут серьезно препятствовать изменению политики[3].

Таким образом теория прерывистого равновесия, впервые появившись как теория квантовой эволюции, получила затем развитие как теория политических процессов и использовалась для анализа их динамики, с акцентом на понимание причин политической стабильности и изменений.
В 1994 году Романелли и Ташман предприняли попытку эмпирически доказать теорию эмпирического равновесия.

## Роль в науке и обществе
Теория прерывистого равновесия является неотъемлемой частью глобальной концепции универсальной истории (англ. Big History) Универсальная история побуждает нас рассматривать прошлое в различных масштабах и помогает нам увидеть новые закономерности, в частности «прерывистое равновесие», или «космическую эволюцию». Концепция прерывистого равновесия, впервые выдвинутая в рамках эволюционной биологии и получившая применение в социологии, политологии и истории — это пример единства научного знания, закономерного развития науки и важнейшего итога интеллектуального прогресса человечества.
Теория прерывистого равновесия применяется в организационной теории, в исследовании малых рабочих групп, в исследовании географических сообществ и корпоративного поведения, и в исследовании технологических изменений.
Исследования Конни Герсик выявили закономерности развития организационных систем, в точности повторяющие закономерности изменения биологических видов. Герсик нашла доказательства прерывистого равновесия (а не постепенных изменений) в различных организационных системах.

### Теория прерывистого равновесия в политике
Согласно модели прерывистого равновесия политика изменяется инкрементально, то есть постепенно, из-за ограничений, а именно «неподвижности» институциональных культур, корыстных интересов и ограниченной рациональности отдельных лиц, принимающих решения. Таким образом, изменение политики будет сопровождаться изменениями этих ограничений, трансформацией политических институтов, изменениями в общественном мнении. Политика характеризуется длительными периодами стабильности, перемежающимися крупными, хотя и менее частыми периодами изменений, обусловленными крупными сдвигами в обществе. Это особенно ярко проявляется в современных тенденциях экологической и энергетической политики.
Баумгартнер и Джонс установили, что контроль над оружием (англ. gun control) и табачная политика США вписываются в модель прерывистого равновесия. Исследование, проведенное в 2017 году, показывает, что политические процессы в рамках международных организаций, таких как Организация Объединенных Наций или Африканский Союз, также подчиняются теории прерывистого равновесия.
Теория прерывистого равновесия утверждает, что в политическом процессе важную роль играют два взаимозависимых элемента — определение проблем и установление повестки дня. Различия в проблематизации вопросов в публичном дискурсе приводят к попаданию в повестку дня одних проблем и выпадению из нее других. Так могут возникать основания для пересмотра политики и резкой смены политического курса. Это происходит в ситуациях пересмотра привычных «образов политики», в которых государственные институты чувствуют на себе общественное давление, требующее перемен. При этом, лица, принимающие политические решения, обладают ограниченной рациональностью и в подобных ситуациях возникает «распределение внимания», связанное с невозможностью заниматься множеством вопросов одновременно и необходимостью сконцентрироваться на одном или нескольких аспектах. Это, в свою очередь, является предпосылкой смены повестки дня. Из-за неподвижности системы в равновесии, соглашение по ключевым вопросам достигается медленно, что приводит к быстрой трансформации всей политической системы.

### Теория прерывистого равновесия и комплексный подход к истории
У эволюционной биологии и комплексного подхода к истории есть общая черта, которая легко упускается из виду: для них вопрос выживания (видов живых существ, социальных систем и институтов) является главным. Социальные пространства, которые создают люди, являются адаптациями к наборам заданных условий и неизменно сводятся к определенным шаблонам поведения, которые, с точки зрения людей в этих социальных пространствах, способствуют их выживанию.
В концепции комплексного подхода к изучению истории критический эффект воздействия первичных условий формирования социальных пространств на этапе поиска способов достижения ими устойчивого равновесия называется «чувствительной зависимостью от начальных условий». Например, различия между китайской и греческой цивилизациями отражают их возникновение соответственно из географически изолированного сельскохозяйственного общества и островного общества, которое опиралось на торговлю. В результате китайская цивилизация будет развиваться с упором на сельскохозяйственный труд и семью, на правителя, играющего роль отца народа, а также на философию, основанную на наблюдении и созерцании природных циклов. Греческая цивилизация, с другой стороны, сосредоточена на городе как центре торговли, и на городе как государстве (полис), а также на философии, исследующей весь мир и все вещи в нем.
Последующее развитие цивилизаций происходит посредством прерывания устойчивого равновесия, когда люди реагируют на изменяющиеся условия и в конечном счете прорываются через пределы, наложенные на них социальными пространствами. Такие периоды называются периодами трансформации или переходными периодами. Повторяющиеся периоды «прорывов» неизбежны, потому что социальные системы становятся более стабильными по мере того, как люди становятся более зависимыми от закостенелых способов мышления и поведения, даже когда меняется окружающие их условия. Как только они достигают «стабильного состояния», они, как правило, больше не способны подстраиваться под изменяющиеся условия и остаются в этих состояниях, до тех пор, пока не выдерживают конкуренции с другими социальными системами. Так работает теория прерывистого равновесия, примененная в контексте изучения истории.

### Теория прерывистого равновесия и урбанизация
Энтони Харпер, полагаясь на исследования Леонида Гринина и Андрея Коротаева, касающиеся как формального, так и сравнительного количественного анализа динамики урбанизации, пришел к выводу, что теория прерывистого равновесия применима и в отношении урбанизации, эволюции государства, включая размер территории государства. Эволюция государства произвела три различных уровня организации: ранние, развитые и зрелые государства, которые хорошо вписываются в модель прерывистого равновесия.
Энтони Харпер предложил механизм, в котором предполагается, что мировая система урбанизации является самоорганизующейся системой и использует в качестве своего способа самоорганизации гиперцикл. Эволюция гиперцикла связана с усилением (= стабильным равновесием) и потерей (=прерыванием) разнообразия размеров городских территорий. Была разработана простая математическая модель точечных изменений, показывающая общие характеристики этих изменений в результате взаимодействия между популяцией, несущей способностью и технологией.

## Критика и альтернативные точки зрения

### Критика
Несмотря на то, что теория прерывистого равновесия относится к наиболее популярным подходам к анализу политических и социальных изменений, она часто подвергается критике. В частности, некоторые ученые указывают на то, что ее авторы упустили из виду основную идею оригинальной эволюционной теории прерывистого равновесия: а именно утверждение, что географическое положение играет значительную роль в определении того, какие популяции и, соответственно, социальные системы, подвержены резким изменениям в данный момент времени.
Наиболее серьезную критику вызывает неясный ответ на вопрос о том, как теория может быть распространена на другие политические системы, кроме политической системы США, с ее акцентом на федерализм и относительно слабую роль политических партий.
Теория также недостаточно фокусируется на роли власти и ее влияния на политический процесс, а механистическое понимание политических изменений может противоречить психологическим основам принятия решений. Также критики указывают на возможность существования систематических различий в подсистемах, которые участвуют в процессе принятия политических решений.
Кроме того, несмотря на то, что существует большое количество исследований, ссылающихся на теорию прерывистого равновесия, очень немногие из них применяют теорию в соответствии с работами Баумгартнера и Джонса. Такое избирательное, иногда непоследовательное и часто нерациональное применение теории затрудняет оценку ее теоретической ценности при анализе эмпирических данных..

### Альтернативные модели
В современной науке наибольшее распространение получили два конкурирующих подхода к типологизации социальных и организационных изменений социальных систем: революция и эволюция. При этом существуют различные модели, где присутствуют оба базовых типа изменений, и которые по-разному объясняют наличие каких-либо взаимосвязей и чередования между ними. Самыми популярными являются модель прерывистого равновесия, нереволюционная модель и модель жизненного цикла.
Нереволюционная модель, в отличие от модели прерывистого равновесия, предполагает постепенные, эволюционные изменения системы. Она подразумевает, что подсистемы являются относительно независимыми структурами и могут изменяться самостоятельно. Сравнивая систему в разные периоды времени, нельзя определить конкретный момент, когда произошла трансформация.
Однако некоторые ученые объединяют текущие, кумулятивные изменения в периоды эволюции, в течение которых усиливается взаимозависимость системных элементов. Эти периоды время от времени прерываются периодами революций, вызывающих кардинальные изменения. К таким теориям относятся теория прерывистого равновесия и модель жизненного цикла. В отличие от модели прерывистого равновесия, модель жизненного цикла предполагает тесную причинно-следственную связь между этапами развития. Каждый этап — это результат предыдущего и причина следующего. Тогда как теория прерывистого равновесия утверждает, что исторической связи между различными этапами нет, и после революционного периода кардинальных изменений система может прийти к любому новому состоянию.

## В массовой культуре
- «Punctuated Equilibrium» (музыкальный альбом) — первый сольный альбом американского певца и гитариста Скотта Вайнриха (известного под псевдонимом Wino), записанный им в 2009 году.
- «Punctuated Equilibrium» — композиция, написанная канадским композитором Элайшей Денбургом (Elisha Denbur) для квартета из четырех электрогитар.